# Stade Alcides-Santos
Le stade Alcides-Santos (en portugais : Estádio Alcides Santos), également connu sous le nom de Parc des championnats (en portugais : Parque dos Campeonatos) ou encore de Stade de Pici (en portugais : Estádio do Pici), est un stade de football brésilien situé à Pici, quartier de la ville de Fortaleza, dans l'État du Ceará.
Le stade, doté de 8 500 places et inauguré en 1957, sert d'enceinte à domicile aux équipes de football du Fortaleza Esporte Clube et de l'Associação Esportiva Tiradentes.
Il porte le nom d'Alcides Santos, créateur et premier président du club du Fortaleza EC.

## Histoire
En 1957, le club du Fortaleza EC acquiert un terrain dans le quartier de Pici (qui pendant la Seconde Guerre mondiale était la base militaire américaine de Fortaleza, appelée Post Command). Le stade ouvre ses portes la même année. Il est inauguré le 21 juin 1962 lors d'une victoire 2-1 des locaux du Fortaleza EC sur l'Usina Ceará (le premier but officiel au stade est inscrit par Cleto, joueur de l'Usina Ceará).
Le record d'affluence au stade est de 7 150 spectateurs lors d'une victoire 2-1 du Fortaleza EC sur le Tiradentes le 12 janvier 2011.
Le 16 décembre 2012, la présidente de l'époque Dilma Rousseff, visite la ville de Fortaleza et fait une escale au stade Alcides Santos. Une fois au milieu de la pelouse et après la visite du club, et reçoit un maillot personnalisé du journal O Povo.
Le 22 juillet 2016, le stade Alcides Santos reçoit un entraînement de l'équipe brésilienne de football féminin, en préparation du match amical entre le Brésil et l'Australie devant se dérouler le lendemain à l'Estádio Presidente Vargas de Fortaleza (victoire 3-1 des brésiliennes).
Depuis 2019, il est à ce jour le plus grand stade privé de la ville de Fortaleza.